# مهرجان البيرة الوطني
مهرجان البيرة الوطني, عبارة عن نسخة أرجنتينية من أوكتوبرفست الألماني. وتقام في كل أكتوبر منذ عام 1963.
يجذب هذا المهرجان الآلاف من السياح ويمتد لعطلتي نهاية أسبوع متتاليين.
وهو الأكبر في أمريكا اللاتينية بعد أوكتوبرفست في بلومينو, البرازيل.

## فيلا جينيرال بيلغرانو

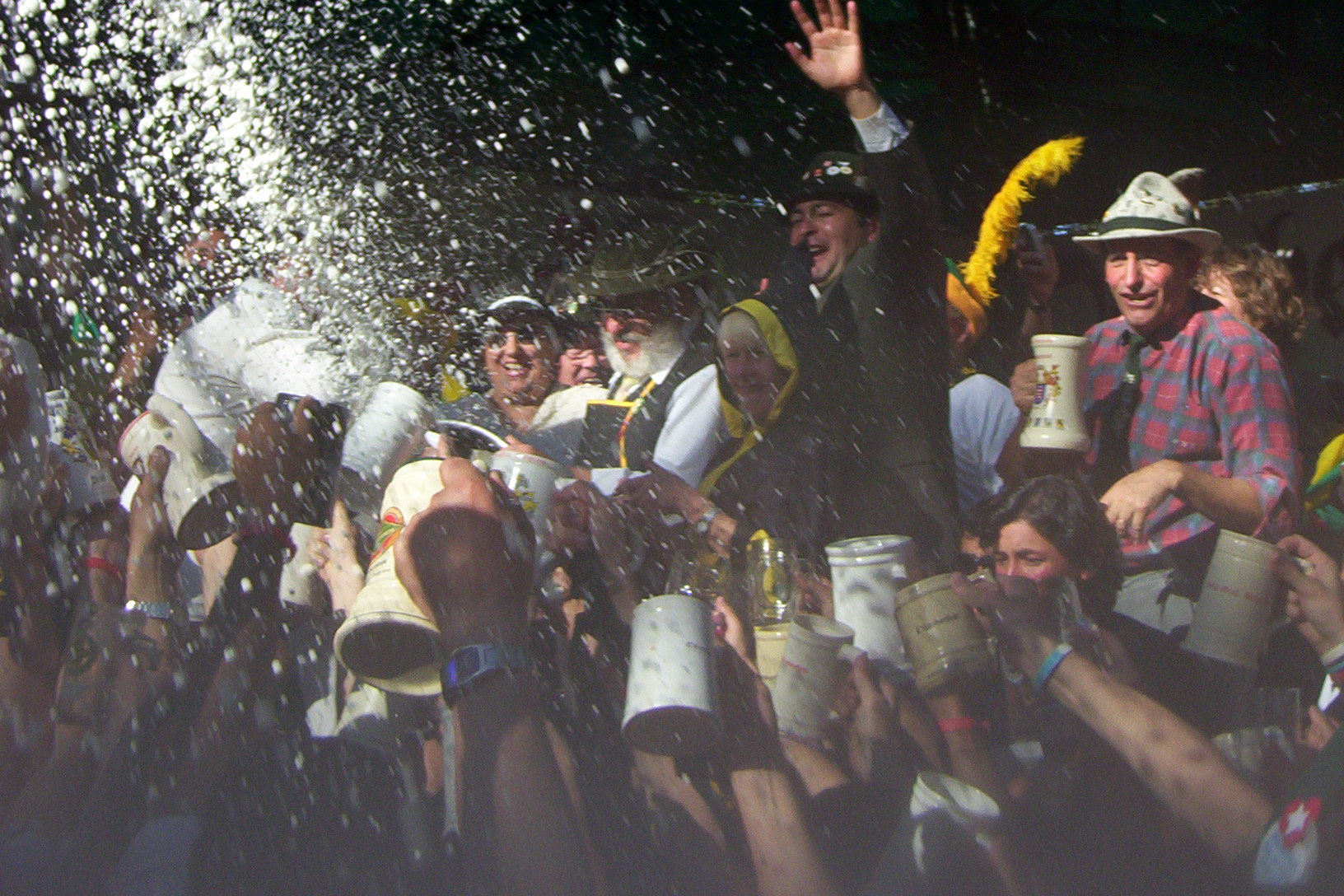
إسفين عام 2006.

فيلا جينيرال بيلغرانو, قرطبة ، تأسست في عام 1930, آخذين خصائص قرى الألب ذات البيوت الخشبية، والأسقف الحمراء, ومستوردين المطابخ المركزية الأوروبية وكل العادات مثل الموسيقى التقليدية والرقصات، والحرف واللغات من أوروبا الوسطى.
نشأ الحفل في القرية في الستينيات على يد أوائل المهاجرين الألمان.
كان تقليداً وطور في بلازا خوسيه هيرنانديز، ولكن في عام 1996 أنتقل إلى موقع صمم خصيصاً للحفل, والحفل معروف في الأرجنتين بأسم Brewer Park (حديقة البيرة) ويتكون من موكب من العربات تسير عبر شوارع البلدة, وجماعات رقص وفرق من القرويين في أزياء تقليدية، وأستعراضات ومجموعة داشهند مميزة.
وفي كل سنة يتم أختيار ملكة مهرجان أوكتوبرفست الأرجنتين (Reina del Oktoberfest Argentina) في حفل تتم أقامته في نفس الحديقة.
مرت السنوات و تم تطويرصناعة البيرة بشكل كبير. ونما الحفل وبدأت الدعوة إلى عدد كبير من السياح.

## وصلات خارجية
- تاريخ المهرجان. (إسبانية)
- فيلا جينيرال بيلغرانو
- Sitio Internacional de Villa General Belgrano - مهرجان أكتوبر